# Бенедикт XI
Бенедикт XI (лат. Benedictus PP. XI, в миру — Никколо Бокассини де Тревизо, итал. Niccolò Boccasini de Treviso; 1240 — 7 июля 1304) — папа римский с 22 октября 1303 по 7 июля 1304.

## Биография
Родился в Тревизо, наследовал Бонифацию VIII (1294—1303), но не смог продолжить его политику. Бенедикт XI был доминиканцем и когда он стал магистром ордена в 1296 году, то издал указы, запрещающие публично спрашивать о легитимности выборов Бонифация VIII со стороны каких-либо доминиканцев. На момент захвата папы Бонифация VIII в Ананьи, Бокассини был одним из двух кардиналов, защищавших папскую партию в папском дворце Латерана. Кардинал-священник с титулом церкви Санта-Сабина с 1298 по 1300. Кардинал-епископ Остии и Веллетри с 1300 по 1303.

### Понтификат
После избрания Папой Римским он освободил Филиппа IV Французского (1285—1314) от отлучения, которое было наложено на него Бонифацием VIII. Тем не менее, 7 июня 1304 он отлучил советника Филиппа IV Гийома де Ногарэ, и всех итальянцев, которые сыграли определённую роль в захвате Бонифация VIII в Ананьи.

### Смерть и последствия
После восьмимесячного понтификата (самый краткий понтификат в XIV веке), Бенедикт XI внезапно умер в Перудже, и был
похоронен в Соборе Перуджи. В первоначальном докладе указывалось на то, что подозрения падают прежде всего на Ногарэ, и на то, что его внезапная смерть была вызвана отравлением. Однако нет прямых доказательств того, что папу отравил Ногарэ, хотя, безусловно, имеются сведения, что тому был дан приказ от самого Филиппа IV устранить Бенедикта XI, чтобы посадить на трон своего папу, Климента V, на которого Филипп IV оказывал давление, имея определённый компромат. Преемник Бенедикта XI, папа Климент V (1305—1314), перенес папскую резиденцию из Рима в Авиньон, открыв период, иногда называемый Авиньонским пленением (1309—1377). Он и французские папы, наследовавшие ему, были полностью под влиянием королей Франции.